# Xavier Malisse
Xavier Malisse (* 19. Juli 1980 in Kortrijk) ist ein ehemaliger belgischer Tennisspieler.

## Karriere
Seine erfolgreichste war die Saison 2002, als er als erster Belgier den Sprung unter die Top 25 der Weltrangliste schaffte und außerdem als erster Belgier seit Paul de Borman 1904 das Halbfinale von Wimbledon erreichte. Auf dem Weg dorthin besiegte er unter anderem Jewgeni Kafelnikow, Greg Rusedski und Richard Krajicek. Im Halbfinale musste er sich nach fünf Sätzen dem Argentinier David Nalbandian geschlagen geben.
2004 gewann Malisse das ATP-Turnier in Delray Beach. Des Weiteren stand er bei sieben weiteren Turnieren im Finale. Außerdem gewann er im selben Jahr gemeinsam mit seinem Landsmann Olivier Rochus die Doppelkonkurrenz der French Open.
2007 gewann er das Turnier von Chennai, er besiegte im Finale Stefan Koubek und schaltete im Turnierverlauf den hohen Favoriten Rafael Nadal aus. Kurz darauf gewann Malisse wie schon 2004 das Finale von Delray Beach, indem er den an Nummer 1 gesetzten James Blake besiegte. Ende 2009 wurden Malisse und seine Landsfrau Yanina Wickmayer vom belgischen Tennisverband für ein Jahr gesperrt, da sie mehrfach nicht zu Dopingkontrollen erschienen waren. Die Sperre wurde vom internationalen Verband wieder aufgehoben und Malisse konnte 2010 wieder auf der Tour spielen. Er erzielte seine besten Ergebnisse in der kurzen Rasensaison (Viertelfinale Queens, Halbfinale ’s-Hertogenbosch und dritte Runde Wimbledon) und konnte sich im Ranking nach einer langen Durststrecke wieder deutlich verbessern.
Im Januar 2011 erreichte Malisse in Chennai erstmals seit fast vier Jahren wieder ein ATP-Finale, er wurde aber in drei Sätzen von Stanislas Wawrinka bezwungen. Bei den Australian Open erreichte er die dritte Runde, in der er in drei Sätzen an Roger Federer scheiterte. Nach einigen Erstrundenniederlagen gewann Malisse in Indian Wells wieder die dritte Runde und scheiterte dort am Inder Somdev Devvarman. Allerdings konnte er an der Seite von Oleksandr Dolhopolow, mit dem er das erste Mal zusammenspielte, den Doppelbewerb des Masters-Turniers gewinnen; im Finale bezwangen sie das schweizerische Duo Roger Federer und Stanislas Wawrinka. Es war für Malisse der erste Titel (im Einzel wie im Doppel) seit vier Jahren.
Zwischen 1998 und 2011 absolvierte er 15 Begegnungen für die belgische Davis-Cup-Mannschaft. Dabei gewann er 12 seiner insgesamt 20 Einzelpartien, während er in allen vier Einsätzen im Doppel sieglos blieb.
Im Rahmen der US Open 2013 kündigte Xavier Malisse seinen Rücktritt nach den Australian Open 2014 an. Nach seinem Erstrundenaus beim Challenger-Turnier in Mons im Oktober 2013 gab er allerdings sein sofortiges Karriereende bekannt.
2016 spielte Malisse, der inzwischen für einen Ausrüster arbeitet, für den TC Waldhof aus Bottrop in der Regionalliga West. Im Oktober 2021 trat er in seiner Heimat Antwerpen im Doppel mit Lloyd Harris an, den er zwischenzeitlich trainierte. Die beiden erreichten nach einem Sieg über die topgesetzte Paarung das Halbfinale.

## Erfolge
| Legende (Anzahl der Siege)                         |
| Grand Slam (1)                                     |
| Tennis Masters Cup ATP World Tour Finals           |
| ATP Masters Series ATP World Tour Masters 1000 (1) |
| ATP International Series Gold ATP World Tour 500   |
| ATP International Series ATP World Tour 250 (10)   |
| ATP Challenger Series ATP Challenger Tour (6)      |

| ATP-Titel nach Belag |
| Hartplatz (11)       |
| Sand (1)             |
| Rasen (0)            |

### Einzel

#### Turniersiege

##### ATP World Tour
| Nr. | Datum           | Turnier          | Belag     | Finalgegner   | Ergebnis      |
| --- | --------------- | ---------------- | --------- | ------------- | ------------- |
| 1.  | 31. Januar 2005 | Delray Beach (1) | Hartplatz | Jiří Novák    | 7:6, 6:2      |
| 2.  | 1. Januar 2007  | Chennai          | Hartplatz | Stefan Koubek | 6:1, 6:3      |
| 3.  | 28. Januar 2007 | Delray Beach (2) | Hartplatz | James Blake   | 5:7, 6:4, 6:4 |

##### ATP Challenger Tour
| Nr. | Datum            | Turnier     | Belag     | Finalgegner     | Ergebnis  |
| --- | ---------------- | ----------- | --------- | --------------- | --------- |
| 1.  | 1. Oktober 2000  | San Antonio | Hartplatz | Ronald Agénor   | 7:64, 6:3 |
| 2.  | 20. Juli 2008    | Moncton     | Hartplatz | Danai Udomchoke | 6:4, 6:4  |
| 3.  | 3. August 2009   | Granby      | Hartplatz | Kevin Anderson  | 6:4, 6:4  |
| 4.  | 25. Oktober 2009 | Orléans     | Hartplatz | Stéphane Robert | 6:1, 6:2  |

#### Finalteilnahmen
| Nr. | Datum            | Turnier          | Belag       | Finalgegner         | Ergebnis       |
| --- | ---------------- | ---------------- | ----------- | ------------------- | -------------- |
| 1.  | 2. November 1998 | Mexiko-Stadt     | Sand        | Jiří Novák          | 3:6, 3:6       |
| 2.  | 10. Mai 1999     | Delray Beach (1) | Hartplatz   | Lleyton Hewitt      | 4:6, 7:62, 1:6 |
| 3.  | 12. März 2001    | Delray Beach (2) | Hartplatz   | Jan-Michael Gambill | 5:7, 4:6       |
| 4.  | 30. April 2001   | Atlanta          | Sand        | Andy Roddick        | 2:6, 4:6       |
| 5.  | 24. Mai 2004     | St. Pölten       | Sand        | Filippo Volandri    | 1:6, 4:6       |
| 6.  | 11. Oktober 2004 | Lyon             | Teppich (i) | Robin Söderling     | 2:6, 6:3, 4:6  |
| 7.  | 9. Januar 2006   | Adelaide         | Hartplatz   | Florent Serra       | 3:6, 4:6       |
| 8.  | 6. Februar 2006  | Delray Beach (3) | Hartplatz   | Tommy Haas          | 3:6, 6:3, 6:76 |
| 9.  | 9. Januar 2011   | Chennai          | Hartplatz   | Stanislas Wawrinka  | 5:7, 6:4, 1:6  |

### Doppel

#### Turniersiege

##### ATP World Tour
| Nr. | Datum            | Turnier         | Belag         | Partner              | Finalgegner                        | Ergebnis          |
| --- | ---------------- | --------------- | ------------- | -------------------- | ---------------------------------- | ----------------- |
| 1.  | 24. Mai 2004     | French Open     | Sand          | Olivier Rochus       | Michaël Llodra Fabrice Santoro     | 7:5, 7:5          |
| 2.  | 3. Januar 2005   | Adelaide        | Hartplatz     | Olivier Rochus       | Simon Aspelin Todd Perry           | 7:6, 6:4          |
| 3.  | 1. Januar 2007   | Chennai         | Hartplatz     | Dick Norman          | Rafael Nadal Bartolomé Salvá       | 7:64, 7:64        |
| 4.  | 28. Januar 2007  | Delray Beach    | Hartplatz     | Hugo Armando         | James Auckland Stephen Huss        | 6:3, 6:74, [10:5] |
| 5.  | 20. März 2011    | Indian Wells    | Hartplatz     | Oleksandr Dolhopolow | Roger Federer Stanislas Wawrinka   | 6:4, 6:75, [10:7] |
| 6.  | 31. Juli 2011    | Los Angeles (1) | Hartplatz     | Mark Knowles         | Somdev Devvarman Treat Conrad Huey | 7:63, 7:610       |
| 7.  | 19. Februar 2012 | San José (1)    | Hartplatz (i) | Mark Knowles         | Frank Moser Kevin Anderson         | 6:4, 1:6, [10:5]  |
| 8.  | 29. Juli 2012    | Los Angeles (2) | Hartplatz     | Ruben Bemelmans      | Jamie Delgado Ken Skupski          | 7:65, 4:6, [10:7] |
| 9.  | 17. Februar 2013 | San José (2)    | Hartplatz (i) | Frank Moser          | Marinko Matosevic Lleyton Hewitt   | 6:0, 6:75, [10:4] |

##### ATP Challenger Tour
| Nr. | Datum              | Turnier | Belag     | Partner          | Finalgegner                           | Ergebnis          |
| --- | ------------------ | ------- | --------- | ---------------- | ------------------------------------- | ----------------- |
| 1.  | 13. Juli 2008      | Bogotá  | Sand      | Carlos Salamanca | Juan Sebastián Cabal Michael Quintero | 6:1, 6:4          |
| 2.  | 13. September 2008 | Donezk  | Hartplatz | Dick Norman      | Harel Levy Noam Okun                  | 4:6, 6:1, [13:11] |

#### Finalteilnahmen
| Nr. | Datum            | Turnier  | Belag         | Partner         | Finalgegner                    | Ergebnis         |
| --- | ---------------- | -------- | ------------- | --------------- | ------------------------------ | ---------------- |
| 1.  | 13. Januar 2008  | Auckland | Hartplatz     | Jürgen Melzer   | Luis Horna Juan Mónaco         | 4:6, 6:3, [7:10] |
| 2.  | 13. Februar 2011 | San José | Hartplatz (i) | Alejandro Falla | Scott Lipsky Rajeev Ram        | 4:6, 6:4, [8:10] |
| 3.  | 6. Mai 2012      | München  | Sand          | Dick Norman     | František Čermák Filip Polášek | 4:6, 5:7         |
| 4.  | 22. Juli 2012    | Atlanta  | Hartplatz     | Michael Russell | Matthew Ebden Ryan Harrison    | 3:6, 6:3, [6:10] |

## Bilanz bei Grand-Slam-Turnieren

### Einzel
| Turnier1                   | 2013  | 2012  | 2011  | 2010  | 2009 | 2008 | 2007 | 2006  | 2005  | 2004  | 2003  | 2002  | 2001  | 2000 | 1999  | Gesamt  |
| -------------------------- | ----- | ----- | ----- | ----- | ---- | ---- | ---- | ----- | ----- | ----- | ----- | ----- | ----- | ---- | ----- | ------- |
| Australian Open            | 2R    | 1R    | 3R    | 1R    | 2R   | 1R   | 1R   | 2R    | 1R    | 1R    | 3R    | 2R    | –     | –    | –     | 3R      |
| French Open                | 1R    | 1R    | 2R    | 2R    | –    | –    | –    | 1R    | 2R    | AF    | 3R    | AF    | 3R    | –    | 1R    | AF      |
| Wimbledon                  | 1R    | AF    | AF    | 3R    | 1R   | 2R   | 2R   | 2R    | 2R    | AF    | 1R    | HF    | 2R    | –    | 1R    | HF      |
| US Open                    | 1R    | 1R    | 1R    | 1R    | –    | –    | 2R   | 3R    | AF    | 1R    | AF    | 3R    | AF    | 2R   | 3R    | AF      |
| Gewonnene Einzel-Titel     | 0     | 0     | 0     | 0     | 0    | 0    | 2    | 0     | 1     | 0     | 0     | 0     | 0     | 0    | 0     | 3       |
| Gesamt-Siege/-Niederlagen2 | 13:19 | 21:24 | 24:26 | 22:23 | 4:5  | 9:12 | 10:4 | 31:24 | 22:20 | 23:26 | 18:21 | 32:23 | 38:23 | 7:7  | 12:10 | 294:274 |
| Jahresendposition          | 135   | 62    | 49    | 60    | 94   | 162  | 109  | 37    | 48    | 47    | 56    | 25    | 33    | 127  | 142   | N/A     |

Zeichenerklärung: S = Turniersieg; F, HF, VF, AF = Einzug ins Finale / Halbfinale / Viertelfinale / Achtelfinale; 1R, 2R, 3R = Ausscheiden in der 1. / 2. / 3. Hauptrunde bzw. Q1, Q2, Q3 = Ausscheiden in der 1. / 2. / 3. Qualifikationsrunde
1 Turnierresultat in Klammern bedeutet, dass der Spieler das Turnier noch nicht beendet hat; es zeigt seinen aktuellen Turnierstatus an. Nachdem der Spieler das Turnier beendet hat, wird die Klammer entfernt.

2 Stand: Karriereende